# International Association of Nitrox and Technical Divers
De International Association of Nitrox and Technical Divers (IANTD) is een trainingsorganisatie met een breed scala aan opleidingen op het gebied van duiken: van sportduiker tot extreem-trimixduiker.
IANTD werd opgericht in 1985 door Dick Rutkowski, die werkzaam was als duiktoezichthouder bij de National Oceanic and Atmospheric Administration (NOAA). Rutkowski introduceerde het gebruik van Nitrox als alternatief ademgas voor het recreatieve duiken.
Vanaf 1991 was de IANTD de eerste duiktrainingsorganisatie die trainingsprogramma's verzorgde in allerlei aspecten van het zogenaamde "technisch duiken", zoals Advanced Nitrox, Deep Air, Technical Diver, Cave and Wreck Penetration, Normoxic Trimix, Trimix en Rebreathers.